# Leges Clodiae
De leges Clodiae waren plebiscita van de tribunus plebis Publius Clodius Pulcher in 58 v.Chr.

## Leges Clodiae

### Lex Clodia frumentaria
De lex Clodia frumentaria bepaalde dat de korenuitdelingen voortaan gratis zouden zijn, in plaats van tegen een lage prijs.

### Lex Clodia de auspiciis
De lex Clodia de auspiciis bepaalde dat op de dagen, waarop wetgevende comitia werden gehouden, geen andere auspicia mochten worden genomen en dus geen obnuntiatio (het voorkomen van het aannemen van een wet als een andere magistraat een slecht voorteken zou hebben waargenomen) zou kunnen plaatsgrijpen. Bovendien werden de leges Aelia et Fufia, die de obnuntiatio regelden, opgeheven (servare de caelo).

### Lex Clodia de collegiis
De lex Clodia de collegiis ging over het herstel van de in 64 v.Chr. bij senatusconsultum (senaatsbesluit) opgeheven collegia compitalicia (gilden en demagogische genootschappen) en voegde er nog meer bij.

### Lex Clodia de censoria notione
De lex Clodia de censoria notione bepaalde dat de censoren niemand mochten bestraffen, die niet formeel bij hen was aangeklaagd en door beiden schuldig was bevonden.

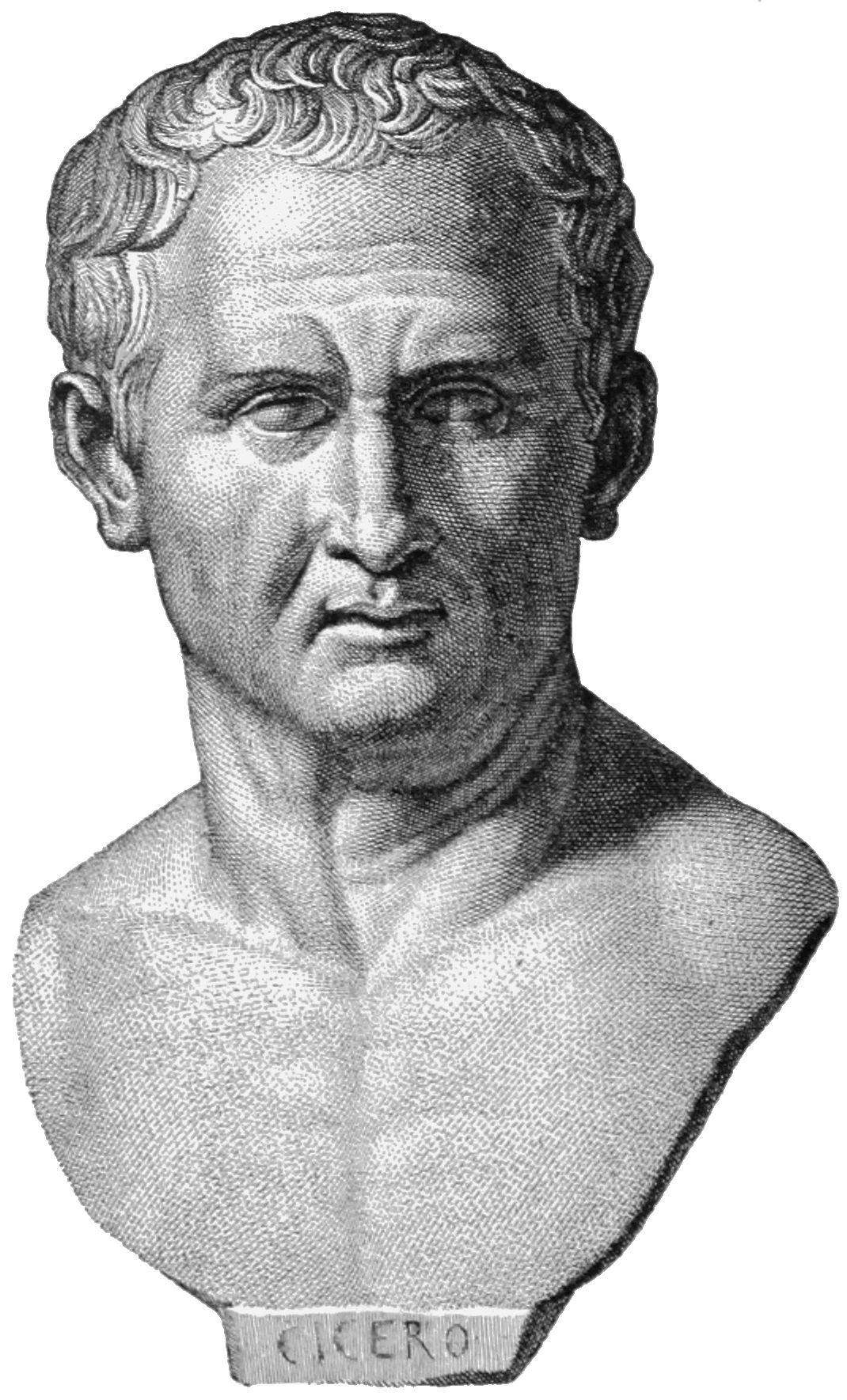
Marcus Tullius Cicero, de man tegen wie de lex Clodia de capite civis Romani was gericht.

### Lex Clodia de capite civis Romani
De lex Clodia de capite civis Romani, dat wie een Romeins burger zonder rechterlijk vonnis terdood had gebracht (zoals Marcus Tullius Cicero met Lucius Sergius Catilina’s eedgenoten had gedaan), zou worden verbannen.
Deze wet werd nader uitgewerkt door een tweede, waarbij aan Cicero, nu met name genoemd, het verblijf binnen 400 mijl van Rome werd ontzegd (aqua et igni interdictio; "ontzegging van water en vuur").

### Lex Clodia de provinciis consularibus
De lex Clodia de provinciis consularibus bepaalde dat aan de consul Lucius Calpurnius Piso Caesoninus de provinciae Macedonia en Achaea en aan de consul Aulus Gabinius de provincia Syria werd opgedragen. Het doel was, hen gunstig te stemmen, opdat zij zich niet tegen Cicero’s verbanning zouden verzetten.

### Lex Clodia de rege Ptolemaeo et de exsulibus Byzantinis
De lex de rege Ptolemaeo et de exsulibus Byzantinis bepaalde dat koning Ptolemaeus van Cyprus zou worden onttroond en zijn land en bezittingen tot eigendom van het Romeinse volk zouden worden verklaard, en dat Marcus Porcius Cato Uticensis minor deze wet zou ten uitvoer leggen. Het doel van de wet was eigenlijk, Cato op een fatsoenlijke manier uit Rome te verwijderen, en tevens omdat Clodius vond dat Ptolemaeus niet genoeg moeite had gedaan om hem te helpen toen hij gevangen was genomen door piraten.

## Lex Clodia de suffragiis libertinorum
De lex Clodia de suffragiis libertinorum bepaalde dat de vrijgelatenen ook in de tribus rusticae zouden kunnen stemmen. Deze wet kwam echter niet tot stand.